# Fish My Life
『Fish My Life』（フィッシュ・マイ・ライフ）は、日本のロックバンド、アナログフィッシュのアルバム。2008年7月16日リリース。

## 概要
- ドラマーの斉藤州一郎が脱退し、下岡・佐々木の2人体制になって初のアルバム。また翌年10月に斉藤が復帰したため、唯一の2人体制でのアルバムである。
- 今作は総勢7人のサポートドラマーを迎えてレコーディングされた。

## 参加ドラマー
- 亀井亨（GRAPEVINE）
- 藤田勇（MO'SOME TONEBENDER）
- 川崎"フィリポ"裕利（髭（HiGE））
- 佐藤"コテイスイ"康一（髭 (HiGE））
- 菊住守代司（キャプテンストライダム）
- 玉田豊夢（100s）
- 森信行

## 収録曲
1. 才能 (intro) (0:51)
（作詞・作曲・編曲：佐々木健太郎）
2. ダンスホール (3:34)
（作詞：下岡晃　作曲・編曲：アナログフィッシュ）
3. PARADOX (4:01)
（作詞：下岡晃　作曲・編曲：アナログフィッシュ）
4. Clap Your Hands! (5:14)
（作詞：佐々木健太郎　作曲・編曲：アナログフィッシュ）
5. Sayonara 90's (5:49)
（作詞：下岡晃　作曲・編曲：アナログフィッシュ）
本作のリードナンバー。PVが制作されている。また、『ASIAN KUNG-FU GENERATION presents NANO-MUGEN COMPILATION 2008』にも収録されている。
6. ほら (3:59)
（作詞：佐々木健太郎）
7. 無力のマーチ (4:20)
（作詞：下岡晃　作曲・編曲：アナログフィッシュ）
8. いずる (4:13)
（作詞・作曲・編曲：佐々木健太郎）
9. Lover (4:57)
（作詞：佐々木健太郎　作曲・編曲：アナログフィッシュ）